# Pareledone
Pareledone là một chi bạch tuộc của họ Octopodidae.

## Các loài
- Pareledone adelieana  (Berry, 1917)
- Pareledone aequipapillae Allcock, 2005[1]
- Pareledone albimaculata Allcock, 2005[1]
- Pareledone antarctica (Thiele, 1920) *
- Pareledone aurata Allcock, 2005[1]
- Pareledone charcoti (Joubin, 1905)
- Pareledone cornuta Allcock, 2005[1]
- Pareledone felix Allcock, Strugnell, Prodohl, Piatkowski & Vecchione, 2007[2]
- Pareledone framensis (Lu & Stranks, 1994)
- Pareledone harrissoni (Berry, 1917)
- Pareledone panchroma Allcock, 2005[1]
- Pareledone polymorpha (Robson, 1930)
- Pareledone prydzensis (Lu & Stranks, 1994)
- Pareledone serperastrata Allcock, 2005[1]
- Pareledone subtilis Allcock, 2005[1]
- Pareledone turqueti (Joubin, 1905), Turquet's octopus